# Brühl
Brühl je mesto v zvezni deželi Severnem Porenju - Vestfaliji in del Ren-Ruhr aglomeracije s skoraj deset milijoni prebivalcev, v Nemčiji. Nahaja se v okrožju Rhein-Erft-Kreis, 20 km južno od središča mesta Köln in na robu naravnega rezervata Kottenforst-Ville.
Zaradi svetovne dediščine imenovane palači Augustusburg in Falkenlust, nepoškodovanega vodnega gradu Schallenburg, pojezerja znotraj Kotteforst in tematskega parka Phantasialand, je ena glavnih turističnih destinacij v Porenju. S svojimi številnimi univerzami, muzeji, galerijami, lokalnimi oblastmi in proizvodnimi podjetji predstavlja tudi pomemben regionalni center med Kölnom in Bonnom.

## Geografija
Brühl se nahaja na severnem koncu Kölnske nižine in s tem na robu višavja Ville in Kotteforst, ki sodita v naravni park Porenje. Najbližji veliki mesti sta Köln in Bonn. Sosednje občine so Hürth, Köln, Wesseling, Bornheim, Weilerswist in Erftstadt.
V Brühlu prevladuje v blaga klima v prehodnem območju od zmernega morskega podnebja v celinsko podnebje z blagimi zimami (januar 2 do 3 ° C) in zmerno topla poletja (povprečen julij s 18 do 19 °C). Celotno mesto je z varovano s Eifelom in leži v zavetrju zahodnih vetrov, zaradi česar ima prijetno podnebje. Poleg podnebja so zlasti globoka lapornata tla prednost za sadjarstvo in zelenjadarstvo.

## Zgodovina

### Rimska zapuščina
Skozi današnje mestno območje so vodile rimske ceste že v antiki. Že sredi 1. stoletja so bile prve rimske kmetije v Brühlu povezane z bližnjim Kölnom (Colonia Claudia Ara Agrippinensium) in tudi rimskim Bonnom. Malo kasneje je bil zgrajen Eifelov vodovod, rimski akvadukt za oskrbo mesta Köln s pitno vodo. Rimska cesta iz Kölna v Trier in današnja Bonnstraße sta rimski cesti. Najdbe iz rimskih grobov in drugi artefakti in izkopanine starih mestnih relikvij hranijo v Rheinische Landesmuseum v Bonnu. Poleg rimskega vodovoda je v.četrti Badorf ohranjen tudi rimski zid. Naseljenost Brühla v rimskih časih je nesporna. 

### Srednji vek
Prva dokumentirana omemba kmetij v tem območju je tam okoli leta 650. Badorfer in Pingsdorfer keramične posode segajo v zgodnji srednji vek in sodijo med glavno rensko kulturno dediščino. Palmer Hof je omenjen v listini iz leta 961 kölnskega nadškofa Bruna v samostanu sv. Cecilije v Kölnu.
Ime Brühl se je prvič pojavilo leta 1180 v dokumentu, ko nadškof Filip von Heinsberg dve kmetiji jemlje h gradu v Brule. Ime izhaja iz stare nemške besede, ki pomeni stanje močvirne nižine.
Ker kölnski nadškofje in volilni knezi  v tem času v Kölnu niso bili dobrodošli, je bil Brühl njihovo najljubše zatočišče. 1284 je nadškof Siegfried von Westerburg zgradil proti mestu Köln v Brühlu vodni grad, ki je bil zaključen leta 1290. Brühlu je dal leta 1285 končno mestne pravice, hkrati pa prenesel na pomočnike mesta samoupravljanje in sodstvo.  Mesto se je razvilo v eno najmočnejših utrdb kölnskih volilnih knezov. Leta 1469 je knezoškof Ruprecht von der Pfalz povišal Brühl v uradno deželno središče volilnih knezov.
1530 je bil Brühl skoraj v celoti uničen zaradi požara. Tudi zato je leta 1567 Bonn postal uradni sedež deželne vlade volilnih knezov Kölna. Samo so v poletnih mesecih še naprej prebivali v Brühlu.

### 17. in 18. stoletje
1596 so bile štiri brühlske ženske žrtve lova na čarovnice.
V času tridesetletne vojne se jr kölnski knezoškof Ferdinand Bavarski srečal z zavezniki Katoliške lige na gradu Brühl. 1647 so hesenske čete izropale mesto še pred sklenitvijo miru iz Münstra, ki je končal vojno. Med letoma 1666 in 1667 je Brühl opustošila kuga. Naslednje leto so Frančiškani zgradili prvo bolnišnico. 1689 je bil tudi Brühl udeležen v devetletni vojni in Francozi so se zasidrali v palači volilnih knezov. Mestno obzidje je bilo odstranjeno in Brühl ni v prihodnje ni bil več utrjeno mesto.
Dolga vojna je oslabila cesarsko oblast, a okrepila nemške kneze. Ti so se zdaj želeli po vzoru francoskih absolutističnih kraljev predstavljati kot odličniki. 1725 je knezoškof Clemens Avgust Bavarski postavil temelje za grad Augustusburg na mestu porušenega gradu. 1735 je bila cerkev sosednjega frančiškanskega samostana iz leta 1493 predelana v baročnem slogu kot grajska cerkev in se pridružila oranžeriji. Leta 1763 se je zgodil prvi večji obisk Wolfganga Amadeusa Mozarta, njegovega očeta in sestre, ki je v Brühlu, takrat sedem let star čudežni deček igral na grajske cerkvene orgle.
Veliki časi volilnih knezov in nadškofov v Brühlu so se končali leta 1794 z uporom zadnjega kölnskega knezoškofa Maximiliana Franza Avstrijskega proti francoskim revolucionarnim silam.
Od leta 1798 do leta 1814 je bil oblikovan Kanton Brühl v okrožju Köln, francoskega Département de la Roer. 1798 je Brühl praznoval s priokusom francoske revolucije festival Svoboda, ko so posadili drevo in zažgali insignijeknezoškofov. Civilni zakonik je zdaj veljal tudi v Brühlu. 19. septembra 1804 je mesto na kratko obiskal Napoleon Bonaparte.

### 19. stoletje – industrializacija
Po letu 1815 in dunajskem kongresu, je Porenje pripadlo Prusiji. V naslednjih desetletjih industrializacije se je preoblikovala podoba baročnega mesta. Skoraj simbolično je 15. februar 1844 pripeljal prvi vlak na novo odprti progi Bonn-Köln čez ulico med dvema baročnima palačam.
1897 se je na območju začelo intenzivno izkopavanje lignita in rjavega premoga.

### 20. stoletje
Brühl je bil 1914, v času prve svetovne vojne, sedež garnizije in bolnišnice. 
9. novembra 1918 se je končala prva svetovna vojna in cesarstvo. 1922-1924 so se začeli nemiri med rudarji in njihov socialni boj. 
V času med vojnama se je upravno politični vpliv v mestu bistveno zmanjšal v okviru regionalnih reform.
10. novembra 1938 se je zgodil pogrom judovskih trgovin in požig sinagoga na Friedrichstrasse. 1941 so Jude izselili iz njihovih domov in jih najprej preselili, nato pa junija 1942 začeli deportacijo. 65 Judov je bilo žrtev holokavsta.
Že leta 1942 je bil v drugi svetovni vojni prvi zračni napad. 1943 se je začela večja evakuacija. 28. decembra 1944 je letalski napad posebej opustošil južni del regije, 7. marca 1945 je vdor ameriških vojakov končal nacistični režim.

## Znamenitosti
- Palači Augustusburg in Falkenlust na seznamu svetovne dediščine Unesca[4] in ju je uradno do leta 1996 in preselitve iz Bonna v Berlin, uporabljala zvezna vlada in zvezni predsednik kot sprejemni center za državne goste, trenutno je prizorišče za koncertov.
- Schallenburg, nepoškodovan in poseljen vodni grad iz 12. stoletja v okrožju Schwadorf.
- Samostan Benden, 1207; nekdanja opatija, pretvorjen v cistercijanski kondominij v okrožju Heath.
- Judovsko pokopališče na Schildgesstraße, prvič dokumentirano v 1371, se je uporabljalo do 1939. Njegova površina je 4170 m². Danes stoji še 94 kamnov, najstarejši iz 1746. Bilo je eno največjih in najstarejših judovskih pokopališč v regiji Köln.
- trdnjavska cerkev sv. Marije angelov, zgrajena leta 1493 in 1735 predelana, z notranjo opremo  Balthasarja Neumanna.
- Hiša Zum Stern na mestnem trgu, zgrajena 1525

Muzej Max Ernst: delavnica v Brühlu, kjer se je rodil in odraščal umetnik Max Ernst se nahaja v bližini gradu Augustusburg. Max Ernst muzej je bil odprt 3. septembra 2005. Zgodovinsko neoklasicistična zgradba je del plesnega paviljona zgrajena leta 1844, je najprej služila mladini za rekreacijo in kasneje kot dom upokojencev. 

## Partnerska mesta
- Francija Sceaux
- Združeno kraljestvo Leamington Spa
- Nemčija Weißwasser  – mesto prijatelj
- Poljska Kunice, mesto prijatelj
- Grčija Halkida, mesto prijatelj
- Turčija Kaş, mesto prijatelj